# 早熟禾
早熟禾为禾本科早熟禾属下的一个种。